# Патрісіо Габаррон
Патрісіо Габаррон (ісп. Patricio Gabarrón, нар. 17 квітня 1993, Мула), також відомий як Патріс — іспанський футболіст, захисник клубу «Лаціо».

## Ігрова кар'єра
Народився 17 квітня 1993 року в місті Мула. Вихованець юнацьких команд футбольних клубів «Реал Мурсія», «Вільярреал», а також футбольної академії «Барселони» (з 2008 року).
У дорослому футболі дебютував 2012 року виступами за другу команду кталонського клубу, «Барселона Б», в якій провів три сезони, взявши участь у 87 матчах Сегунди. Більшість часу, проведеного у складі другої команди «Барселони», був основним гравцем захисту команди.
З сезону 2013/14 почав включатися до заявки основної команди «Барселони», проте за два сезони виходив на поле у її складі лише одного разу, у грі Ліги чемпіонів 2013/14.
8 червня 2015 року уклав чотирирічний контракт з італійським «Лаціо».

## Статистика виступів

### Статистика клубних виступів
Станом на 30 серпня 2015 року
| Сезон                   | Команда                 | Чемпіонат               | Чемпіонат | Чемпіонат | Національний кубок | Національний кубок | Національний кубок | Континентальні кубки | Континентальні кубки | Континентальні кубки | Інші змагання | Інші змагання | Інші змагання | Усього | Усього |
| Сезон                   | Команда                 | Ліга                    | Ігор      | Голів     | Ліга               | Ігор               | Голів              | Ліга                 | Ігор                 | Голів                | Ліга          | Ігор          | Голів         | Ігор   | Голів  |
| ----------------------- | ----------------------- | ----------------------- | --------- | --------- | ------------------ | ------------------ | ------------------ | -------------------- | -------------------- | -------------------- | ------------- | ------------- | ------------- | ------ | ------ |
| 2012-13                 | «Барселона Б»           | СД                      | 20        | 0         | -                  | -                  | -                  | -                    | -                    | -                    | -             | -             | -             | 20     | 0      |
| 2013–14                 | «Барселона Б»           | СД                      | 35        | 1         | -                  | -                  | -                  | -                    | -                    | -                    | -             | -             | -             | 35     | 1      |
| 2014–15                 | «Барселона Б»           | СД                      | 32        | 3         | -                  | -                  | -                  | -                    | -                    | -                    | -             | -             | -             | 32     | 3      |
| Усього за «Барселону Б» | Усього за «Барселону Б» | Усього за «Барселону Б» | 87        | 4         |                    | -                  | -                  |                      | -                    | -                    |               | -             | -             | 87     | 4      |
| 2013–14                 | «Барселона»             | ПД                      | 0         | 0         | КІ                 | 0                  | 0                  | ЛЧ                   | 1                    | 0                    | СІ            | 0             | 0             | 1      | 0      |
| 2014–15                 | «Барселона»             | ПД                      | 0         | 0         | КІ                 | 0                  | 0                  | ЛЧ                   | 0                    | 0                    | -             | -             | -             | 0      | 0      |
| Усього за «Барселону»   | Усього за «Барселону»   | Усього за «Барселону»   | -         | -         |                    | -                  | -                  |                      | 1                    | 0                    |               | -             | -             | 1      | 0      |
| 2015–16                 | «Лаціо»                 | A                       | 1         | 0         | КІ                 | 0                  | 0                  | ЛЧ+ЛЄ                | 0+0                  | 0+0                  | СІ            | 0             | 0             | 1      | 0      |
| Усього за кар'єру       | Усього за кар'єру       | Усього за кар'єру       | 88        | 4         |                    | -                  | -                  |                      | 1                    | 0                    |               | -             | -             | 89     | 4      |

## Титули і досягнення
- Володар Суперкубка Італії (2):

«Лаціо»: 2017, 2019
- Володар Кубка Італії (1):

«Лаціо»: 2018-19